# Зорге, Фридрих Адольф
Фридрих Адольф Зорге (нем. Friedrich Adolf (Adolph) Sorge; 9 ноября 1828 года, Бетау, Пруссия — 26 октября 1906 года, Хобокен (Нью-Джерси), США) — немецкий социалист.
Родился в интеллигентной семье вольномыслящего священника лютеранского пастора Георга Вильгельма Зорге.
Получив благодаря матери музыкальное образование стал учителем музыки.
Участник революции 1848—1849 годов в Германии. После разгрома революционных отрядов скрывался в Швейцарии, Бельгии, эмигрировал в Англию, затем в Америку.
В 1852 году познакомился с Карлом Марксом.
В 1857 году вместе с другими немецкими эмигрантами основал в Нью-Йорке Коммунистический клуб и стал одним из его руководителей.
Член и секретарь Генерального совета I Интернационала в 1872—1874 годах, организатор его секций в Америке, один из основателей Социалистической рабочей партии Северной Америки (1876—1877).
Вместе с Энгельсом, Августом Бебелем и Вильгельмом Либкнехтом с 1881 года сотрудничал в социал-демократической газете «Die Neue Zeit» (Новое время), издаваемой в Штутгарте.
Эдуард Эвелинг писал, что Зорге был «одним из самых близких друзей Маркса и Энгельса в более поздние годы их жизни».
Двоюродный дед Рихарда Зорге.

## Сочинения
- Зорге Ф. Рабочее движение в Соединенных Штатах. / Перевод с немецкаго. — СПб.: Век, 1907. — 298 с.